# Эспен — самый сложный спуск
«Эспен — самый сложный спуск» (англ. Aspen Extreme, другое название — «Аспен Экстрим») — кинофильм.

## Сюжет
Два друга — Ти Джей Бурке (Пол Гросс) и Декстер «Декс» Рутеки (Питер Берг) — в поисках лучшей жизни переезжают из Брайтона (Мичиган) в Аспен, популярный лыжный курорт. Ти Джей быстро становится лыжным инструктором, а неудачливому Дексу этого не удаётся, хотя он и способный лыжник. Ти Джей оказывается перед выбором между двумя женщинами — богатой Брайс Келлогг (Финола Хьюз) и местным диджеем своего возраста Робин Хэнд (Тери Поло), которую он любит по-настоящему. Декс начинает завидовать успехам Ти Джея, теряет работу и пытается заниматься наркоторговлей.

## В ролях
- Пол Гросс — Ти Джей Бурке
- Питер Берг — Декстер «Декс» Рутеки
- Финола Хьюз — Брайс Келлогг
- Тери Поло — Робин Хэнд
- Уильям Расс
- Тревор Ив
- Мартин Кемп
- Стюарт Финлэй-МакЛеннан
- Тони Гриффин
- Джули Ройер

## Критика
Фильм был холодно встречен критикой. На агрегаторе Rotten Tomatoes фильм получил 22 % положительных отзывов. Критик Washington Post отмечал, что режиссёр, «возможно, знает что-то о лыжах, но ничего не знает о людях». Критик Deseret News отмечал, что съемки лавины хороши, но сюжет и персонажи унылы, и зритель, скорее всего, заснёт до окончания фильма.

## Интересные факты
- Все лыжные сцены снимались в горах Аспена по разрешению хозяина курорта Уипа Джонса (en:Whip Jones). Один из исполнителей лыжных трюков — известный пионер экстремального горнолыжного спорта Дуг Комбс, упавший в пропасть в 2006 году.
- «Эспен — самый сложный спуск» — один из фильмов, пародировавшихся в эпизоде South Park «Лыжный курорт» (англ. Asspen)[3].